# Grozești (okręg Jassy)
Grozești – wieś w Rumunii, w okręgu Jassy, w gminie Grozești. W 2011 roku liczyła 1199 mieszkańców.